# Agéladas
Agéladas (en griego antiguo Ἀγελάδας) o (como el nombre es deletreado en una inscripción) Hagelaidas, fue un célebre escultor argivo, que floreció en la última parte del siglo VI a. C. y en la primera parte del siglo V a. C.

## Obra
Era especialmente famoso por sus estatuas de vencedores de los juegos olímpicos (de 520, 516, 508 a. C. ), y por una estatua de Zeus en Mesene, copiada en las monedas de esa ciudad. Según Plinio el Viejo, Agéladas fue maestro de Mirón y Policleto. Otros escritores también lo consideran maestro de Fidias. Estas tradiciones son el testimonio de su amplia fama, aunque históricamente son dudosas.
En 1972 se descubrieron los llamados bronces de Riace en los restos de un naufragio, cerca de la costa de Calabria (Italia). Son dos estatuas de bronce que probablemente representan a Tideo y Anfiarao, dos de Los siete contra Tebas que estaban representados en un grupo escultórico del ágora de Argos y que fue obra colectiva de escultores de Atenas y de Argos. Algunos especialistas atribuyen la estatua de Tideo a Agéladas de Argos. 
Aparte de esta escultura de bronce, cuya autoría no es segura, ninguna otra de las obras de Agéladas ha sobrevivido, aunque hay una inscripción que contiene el nombre de su hijo Argeiadas. 
Hizo una estatua de Cleóstenes que fue un atleta que ganó una prueba en la LXVI olimpiada. Hizo también estatuas de Timasiteo de Delfos (ejecutado por su participación en el intento contra Iságoras) y Anocos de Tarento (este último ganó una prueba en la LXV olimpiada). Estos datos hacen que se pueda situar su nacimiento alrededor del 540 a. C.
Otra obra de Agéladas fueron unas estatuas de las tres Musas representando los estilos diatónico, cromático y enarmónico de la música griega. También hizo una estatua de Zeus por encargo de los mesenios de Naupacto, pero como los mesenios no se establecieron en Naupacto hasta el 455 a. C. las dos fechas parecen contradictorias y se supone que pudieron existir dos escultores del mismo nombre, uno de ellos nacido en Sición, que sería más de medio siglo posterior al primero.